# Liga de Campeones de la OFC 2018
La Liga de Campeones de la OFC 2018 fue la 17.ª edición del máximo torneo de fútbol a nivel de clubes de Oceanía. Fue la segunda vez que el torneo contó con 16 equipos y una fase de grupos organizada en diferentes países preseleccionados. Cada uno de los cuatro grupos tuvo lugar en un país diferente, siendo las Islas Salomón, Nueva Zelanda, la Polinesia Francesa y Vanuatu las sedes en esta ocasión. Además, fue la primera vez que la fase de eliminatoria contó con ocho equipos y no cuatro como había sido entre 2013 y Liga de Campeones de la OFC 2017. Así, los dos primeros de cada grupo accedieron a la siguiente ronda en lugar de solo hacerlo el primero.
Comenzó el 10 de febrero y finalizó el 20 de mayo. La fase preliminar tuvo lugar en Samoa Americana entre el 20 y el 26 de enero. El Team Wellington neozelandés obtuvo su primer título al vencer en la final al Lautoka fiyiano. Fue así la primera edición desde 2010-11 en la que el Auckland City no se coronó campeón.

## Equipos participantes
| País                               | Equipo/s                      | Vía de clasificación                                                                                 |
| ---------------------------------- | ----------------------------- | --- |
| Fiyi 2 cupos                       | Lautoka Ba                    | Campeón de la Liga Nacional de Fiyi 2017 Subcampeón de la Liga Nacional de Fiyi 2017                 |
| Islas Salomón 2 cupos              | Solomon Warriors Marist       | Campeón de la S-League 2017 Subcampeón de la S-League 2017                                           |
| Nueva Caledonia 2 cupos            | Magenta Lössi                 | Campeón de la Superliga de Nueva Caledonia 2017 Subcampeón de la Superliga de Nueva Caledonia 2017   |
| Nueva Zelanda 2 cupos              | Team Wellington Auckland City | Campeón de la Premiership 2016–17 Primero fase regular de la Premiership 2016–17                     |
| Papúa Nueva Guinea 2 cupos         | Lae City Dwellers Madang      | Campeón de la Liga Nacional 2016-17 Tercero de la Liga Nacional 2016-17                              |
| Tahití 2 cupos                     | Dragon Vénus                  | Campeón de la Primera División de Tahití 2016-17 Subcampeón de la Primera División de Tahití 2016-17 |
| Vanuatu 2 cupos                    | Nalkutan Erakor Golden Star   | Campeón de la Primera División de Vanuatu 2017 Subcampeón de la Primera División de Vanuatu 2017     |
| Islas Cook 1 cupo fase previa      | Tupapa Maraerenga             | Campeón de la Primera División de las Islas Cook 2017                                                |
| Samoa 1 cupo fase previa           | Lupe ole Soaga                | Campeón de la Liga Nacional de Samoa 2017                                                            |
| Samoa Americana 1 cupo fase previa | Pago Youth                    | Campeón de la Liga de Fútbol FFAS 2017                                                               |
| Tonga 1 cupo fase previa           | Veitongo                      | Campeón de la Primera División de Tonga 2017                                                         |

## Fase preliminar
Se disputó entre el 20 y el 26 de enero en Pago Pago, Samoa Americana. El Tupapa Maraerenga y el Lupe ole Soaga clasificaron a la fase de grupos.
| Pos. | Equipo            | Pts. | PJ | G | E | P | GF | GC | Dif. | Clasificación              |
| ---- | ----------------- | ---- | -- | - | - | - | -- | -- | ---- | -------------------------- |
| 1    | Tupapa Maraerenga | 9    | 3  | 3 | 0 | 0 | 15 | 2  | +13  | Avanza a la fase de grupos |
| 2    | Lupe ole Soaga    | 6    | 3  | 2 | 0 | 1 | 19 | 2  | +17  | Avanza a la fase de grupos |
| 3    | Veitongo          | 1    | 3  | 0 | 1 | 2 | 3  | 16 | −13  |                            |
| 4    | Pago Youth (H)    | 1    | 3  | 0 | 1 | 2 | 2  | 19 | −17  |                            |

 Fuente: OFC
Criterios de clasificación: 
| 20 de enero de 2018, 12:00 | Tupapa Maraerenga | 1:0 (0:0) | Lupe ole Soaga | Pago Park, Pago Pago                                      |                                                           |
|                            | Latimer 74'       | Reporte   |                | Asistencia: 300 espectadores Árbitro(s): David Yareboinen | Asistencia: 300 espectadores Árbitro(s): David Yareboinen |

| 20 de enero de 2018, 15:00 | Veitongo    | 1:1 (0:1) | Pago Youth | Pago Park, Pago Pago                                |                                                     |
|                            | Uhatahi 90' | Reporte   | Silao 28'  | Asistencia: 400 espectadores Árbitro(s): Veer Singh | Asistencia: 400 espectadores Árbitro(s): Veer Singh |

| 23 de enero de 2018, 12:00 | Veitongo                     | 2:9 (1:4) | Tupapa Maraerenga                                                              | Pago Park, Pago Pago                                  |                                                       |
|                            | Lutu 35' (pen.) 90+3' (pen.) | Reporte   | Latimer 12' 22' 81' · Bonsu-Maro 45+2' 55' 90' · Fowler 45+3' 90' · Harmon 67' | Asistencia: 150 espectadores Árbitro(s): Peter Linney | Asistencia: 150 espectadores Árbitro(s): Peter Linney |

| 23 de enero de 2018, 15:00 | Pago Youth | 1:13 (1:6) | Lupe ole Soaga | Pago Park, Pago Pago                                |                                                     |
|                            | Ledoux 30' | Reporte    | Toni 9' 25' · Ataga 15' 34' 40' 48' 85' · Ah Kuoi 42' · Malo 55' · Ataga Laloata 69' 90+4' · Kerewi 71' · Fifi'i 75' | Asistencia: 200 espectadores Árbitro(s): Ben Aukwai | Asistencia: 200 espectadores Árbitro(s): Ben Aukwai |

| 26 de enero de 2018, 12:00 | Lupe ole Soaga                                                        | 6:0 (4:0) | Veitongo | Pago Park, Pago Pago                                |                                                     |
|                            | Vagaia 30' 40' · Ataga 38' · Setefano 45+2' · Alatina Talilai 54' 85' | Reporte   |          | Asistencia: 200 espectadores Árbitro(s): Ben Aukwai | Asistencia: 200 espectadores Árbitro(s): Ben Aukwai |

| 26 de enero de 2018, 15:00 | Pago Youth | 0:5 (0:2) | Tupapa Maraerenga                                    | Pago Park, Pago Pago                                      |                                                           |
|                            |            | Reporte   | Bonsu-Maro 7' 59' · Strickland 12' 61' · Latimer 84' | Asistencia: 200 espectadores Árbitro(s): David Yareboinen | Asistencia: 200 espectadores Árbitro(s): David Yareboinen |

## Fase de grupos

### Grupo A
| Pos. | Equipo            | Pts. | PJ | G | E | P | GF | GC | Dif. | Clasificación                 |
| ---- | ----------------- | ---- | -- | - | - | - | -- | -- | ---- | ----------------------------- |
| 1    | Nalkutan (H)      | 9    | 3  | 3 | 0 | 0 | 9  | 1  | +8   | Avanza a los cuartos de final |
| 2    | Toti City         | 6    | 3  | 2 | 0 | 1 | 9  | 6  | +3   | Avanza a los cuartos de final |
| 3    | Ba                | 3    | 3  | 1 | 0 | 2 | 4  | 3  | +1   |                               |
| 4    | Tupapa Maraerenga | 0    | 3  | 0 | 0 | 3 | 3  | 15 | −12  |                               |

 Fuente: OFC
Criterios de clasificación: 
| 10 de febrero de 2018, 14:00 | Tupapa Maraerenga                       | 2:7 (1:3) | Lae City Dwellers                                        | Korman Stadium, Port Vila                               |                                                         |
|                              | Latimer 45+1' (pen.) · Bonsu-Maro 90+1' | Reporte   | Dabinyaba 10' 64' · Gunemba 15' 63' 71' 82' · Tanito 34' | Asistencia: 1000 espectadores Árbitro(s): Kader Zitouni | Asistencia: 1000 espectadores Árbitro(s): Kader Zitouni |

| 10 de febrero de 2018, 17:00 | Nalkutan        | 1:0 (0:0) | Ba | Korman Stadium, Port Vila                                |                                                          |
|                              | Naka 65' (pen.) | Reporte   |    | Asistencia: 4000 espectadores Árbitro(s): Médéric Lacour | Asistencia: 4000 espectadores Árbitro(s): Médéric Lacour |

| 13 de febrero de 2018, 14:00 | Lae City Dwellers | 1:0 (0:0) | Ba | Korman Stadium, Port Vila                             |                                                       |
|                              | Tanito 63'        | Reporte   |    | Asistencia: 1000 espectadores Árbitro(s): George Time | Asistencia: 1000 espectadores Árbitro(s): George Time |

| 13 de febrero de 2018, 17:00 | Tupapa Maraerenga | 0:4 (0:1) | Nalkutan                                        | Korman Stadium, Port Vila                             |                                                       |
|                              |                   | Reporte   | Soromon 16' · Naka 59' · Coulon 65' · Lenga 87' | Asistencia: 2000 espectadores Árbitro(s): Matt Conger | Asistencia: 2000 espectadores Árbitro(s): Matt Conger |

| 16 de febrero de 2018, 14:00 | Ba                            | 4:1 (2:0) | Tupapa Maraerenga | Korman Stadium, Port Vila                            |                                                      |
|                              | Nabenia 24' 31' 53' · Rao 85' | Reporte   | Latimer 76'       | Asistencia: 1000 espectadores Árbitro(s): Ben Aukwai | Asistencia: 1000 espectadores Árbitro(s): Ben Aukwai |

| 16 de febrero de 2018, 17:00 | Lae City Dwellers | 1:4 (0:0) | Nalkutan                           | Korman Stadium, Port Vila                             |                                                       |
|                              | Dabinyaba 64'     | Reporte   | Soromon 47' 58' 90' · Manuriki 59' | Asistencia: 3200 espectadores Árbitro(s): Matt Conger | Asistencia: 3200 espectadores Árbitro(s): Matt Conger |

### Grupo B
| Pos. | Equipo             | Pts. | PJ | G | E | P | GF | GC | Dif. | Clasificación                 |
| ---- | ------------------ | ---- | -- | - | - | - | -- | -- | ---- | ----------------------------- |
| 1    | Dragon (H)         | 6    | 3  | 2 | 0 | 1 | 9  | 5  | +4   | Avanza a los cuartos de final |
| 2    | Solomon Warriors   | 6    | 3  | 2 | 0 | 1 | 8  | 4  | +4   | Avanza a los cuartos de final |
| 3    | Erakor Golden Star | 4    | 3  | 1 | 1 | 1 | 7  | 6  | +1   |                               |
| 4    | Lössi              | 1    | 3  | 0 | 1 | 2 | 3  | 12 | −9   |                               |

 Fuente: OFC
Criterios de clasificación: 
| 11 de febrero de 2018, 15:00 | Erakor Golden Star        | 2:0 (0:0) | Solomon Warriors | Estadio Pater, Papeete                                        |                                                               |
|                              | Mansale 66' · Kaltack 67' | Reporte   |                  | Asistencia: 1234 espectadores Árbitro(s): Campbell Kirk-Waugh | Asistencia: 1234 espectadores Árbitro(s): Campbell Kirk-Waugh |

| 11 de febrero de 2018, 18:00 | Dragon                                         | 4:0 (0:0) | Lössi | Estadio Pater, Papeete                                 |                                                        |
|                              | Tetauira 47' 78' · Lemaitre 62' · Tze-Yu 90+2' | Reporte   |       | Asistencia: 1234 espectadores Árbitro(s): Nick Waldron | Asistencia: 1234 espectadores Árbitro(s): Nick Waldron |

| 14 de febrero de 2018, 15:00 | Solomon Warriors                               | 6:1 (4:0) | Lössi        | Estadio Pater, Papeete                                 |                                                        |
|                              | Tangis 2' 40' · Feni 31' 78' 90' · Alick 45+1' | Reporte   | Mathelon 73' | Asistencia: 602 espectadores Árbitro(s): Sione Lelenga | Asistencia: 602 espectadores Árbitro(s): Sione Lelenga |

| 14 de febrero de 2018, 18:00 | Erakor Golden Star                                        | 3:4 (1:1) | Dragon                                                 | Estadio Pater, Papeete                                |                                                       |
|                              | Wanemut 15' (pen.) · Molivakarua 46' · Vakoume 84' (a.g.) | Reporte   | Lemaitre 11' · Seino 58' · Tetauira 90+2' (pen.) 90+5' | Asistencia: 602 espectadores Árbitro(s): Nick Waldron | Asistencia: 602 espectadores Árbitro(s): Nick Waldron |

| 17 de febrero de 2018, 15:00 | Lössi                     | 2:2 (2:1) | Erakor Golden Star      | Estadio Pater, Papeete                                 |                                                        |
|                              | Wamowe 29' · Wanapopo 39' | Reporte   | Daniel 3' · Mansale 51' | Asistencia: 1507 espectadores Árbitro(s): Peter Linney | Asistencia: 1507 espectadores Árbitro(s): Peter Linney |

| 17 de febrero de 2018, 18:00 | Solomon Warriors              | 2:1 (1:0) | Dragon     | Estadio Pater, Papeete                                        |                                                               |
|                              | Tangis 22' · Molea 84' (pen.) | Reporte   | Tze-Yu 77' | Asistencia: 1507 espectadores Árbitro(s): Campbell Kirk-Waugh | Asistencia: 1507 espectadores Árbitro(s): Campbell Kirk-Waugh |

### Grupo C
| Pos. | Equipo            | Pts. | PJ | G | E | P | GF | GC | Dif. | Clasificación                 |
| ---- | ----------------- | ---- | -- | - | - | - | -- | -- | ---- | ----------------------------- |
| 1    | Auckland City (H) | 9    | 3  | 3 | 0 | 0 | 13 | 0  | +13  | Avanza a los cuartos de final |
| 2    | Lautoka           | 6    | 3  | 2 | 0 | 1 | 5  | 3  | +2   | Avanza a los cuartos de final |
| 3    | Vénus             | 3    | 3  | 1 | 0 | 2 | 3  | 10 | −7   |                               |
| 4    | Madang            | 0    | 3  | 0 | 0 | 3 | 2  | 10 | −8   |                               |

 Fuente: OFC
Criterios de clasificación: 
| 25 de febrero de 2018, 13:00 | Lautoka                                     | 3:1 (2:1) | Madang     | Trusts Arena, Waitakere                                |                                                        |
|                              | Totori 21' · Chettleburgh 32' · Kaltack 77' | Reporte   | Pulung 40' | Asistencia: 250 espectadores Árbitro(s): Hamilton Siau | Asistencia: 250 espectadores Árbitro(s): Hamilton Siau |

| 25 de febrero de 2018, 16:00 | Vénus | 0:7 (0:4) | Auckland City                                                                   | Trusts Arena, Waitakere                                 |                                                         |
|                              |       | Reporte   | Tade 7' 36' (pen.) 75' · Drake 37' · Lea'alafa 44' · McCowatt 60' · Wilkins 66' | Asistencia: 250 espectadores Árbitro(s): Médéric Lacour | Asistencia: 250 espectadores Árbitro(s): Médéric Lacour |

| 28 de febrero de 2018, 13:00 | Vénus       | 1:2 (1:1) | Lautoka          | Trusts Arena, Waitakere                              |                                                      |
|                              | R. Tehau 4' | Reporte   | Drudru 62' 90+2' | Asistencia: 250 espectadores Árbitro(s): Joel Hopken | Asistencia: 250 espectadores Árbitro(s): Joel Hopken |

| 28 de febrero de 2018, 16:00 | Auckland City                                            | 5:0 (2:0) | Madang | Trusts Arena, Waitakere                              |                                                      |
|                              | Morgan 13' · McCowatt 17' · Tade 74' 87' · Wilkins 90+2' | Reporte   |        | Asistencia: 200 espectadores Árbitro(s): George Time | Asistencia: 200 espectadores Árbitro(s): George Time |

| 3 de marzo de 2018, 13:00 | Madang   | 1:2 (1:1) | Vénus              | Trusts Arena, Waitakere                             |                                                     |
|                           | Hans 29' | Reporte   | T. Tehau 12' 90+1' | Asistencia: 50 espectadores Árbitro(s): Joel Hopken | Asistencia: 50 espectadores Árbitro(s): Joel Hopken |

| 3 de marzo de 2018, 16:00 | Auckland City | 1:0 (0:0) | Lautoka | Trusts Arena, Waitakere                                 |                                                         |
|                           | Tade 70'      | Reporte   |         | Asistencia: 750 espectadores Árbitro(s): Médéric Lacour | Asistencia: 750 espectadores Árbitro(s): Médéric Lacour |

### Grupo D
| Pos. | Equipo          | Pts. | PJ | G | E | P | GF | GC | Dif. | Clasificación                 |
| ---- | --------------- | ---- | -- | - | - | - | -- | -- | ---- | ----------------------------- |
| 1    | Team Wellington | 7    | 3  | 2 | 1 | 0 | 13 | 3  | +10  | Avanza a los cuartos de final |
| 2    | Marist (H)      | 5    | 3  | 1 | 2 | 0 | 5  | 3  | +2   | Avanza a los cuartos de final |
| 3    | Magenta         | 4    | 3  | 1 | 1 | 1 | 4  | 6  | −2   |                               |
| 4    | Lupe ole Soaga  | 0    | 3  | 0 | 0 | 3 | 2  | 12 | −10  |                               |

 Fuente: OFC
Criterios de clasificación: 
| 24 de febrero de 2018, 13:00 | Magenta              | 2:0 (2:0) | Lupe ole Soaga | Estadio Lawson Tama, Honiara                             |                                                          |
|                              | Sele 25' · Ounei 39' | Reporte   |                | Asistencia: 8000 espectadores Árbitro(s): Robinson Banga | Asistencia: 8000 espectadores Árbitro(s): Robinson Banga |

| 24 de febrero de 2018, 16:00 | Marist    | 1:1 (1:0) | Team Wellington | Estadio Lawson Tama, Honiara                               |                                                            |
|                              | Iniga 37' | Reporte   | Kilkolly 86'    | Asistencia: 12 000 espectadores Árbitro(s): Norbert Hauata | Asistencia: 12 000 espectadores Árbitro(s): Norbert Hauata |

| 27 de febrero de 2018, 13:00 | Team Wellington                                                                     | 7:1 (4:0) | Lupe ole Soaga | Estadio Lawson Tama, Honiara                             |                                                          |
|                              | Schrijvers 3' · Sinclair 42' · Allen 24' 31' 68' · Mulholland 79' · Hailemariam 87' | Reporte   | Toni 60'       | Asistencia: 3000 espectadores Árbitro(s): Averii Jacques | Asistencia: 3000 espectadores Árbitro(s): Averii Jacques |

| 27 de febrero de 2018, 16:00 | Marist  | 1:1 (1:1) | Magenta    | Estadio Lawson Tama, Honiara                            |                                                         |
|                              | Boso 5' | Reporte   | Athale 11' | Asistencia: 7500 espectadores Árbitro(s): Kader Zitouni | Asistencia: 7500 espectadores Árbitro(s): Kader Zitouni |

| 2 de marzo de 2018, 13:00 | Team Wellington                                                      | 5:1 (1:1) | Magenta  | Estadio Lawson Tama, Honiara                             |                                                          |
|                           | Allen 35' 62' (pen.) · Molloy 53' · Watson 76' (pen.) · Kilkolly 88' | Reporte   | Sele 10' | Asistencia: 2600 espectadores Árbitro(s): Norbert Hauata | Asistencia: 2600 espectadores Árbitro(s): Norbert Hauata |

| 2 de marzo de 2018, 16:00 | Lupe ole Soaga  | 1:3 (0:1) | Marist                    | Estadio Lawson Tama, Honiara                               |                                                            |
|                           | Toni 53' (pen.) | Reporte   | Iani 45+4' 63' · Kaua 85' | Asistencia: 5500 espectadores Árbitro(s): David Yareboinen | Asistencia: 5500 espectadores Árbitro(s): David Yareboinen |

## Fases Eliminatorias
|  | Cuartos de final  | Cuartos de final  | Cuartos de final |               |                     | Semifinales         | Semifinales | Semifinales | Semifinales |  |                 | Final           | Final | Final | Final |  |
|  |                   |                   |                  |               |                     |                     |             |             |             |  |                 |                 |       |       |       |  |
|  |                   |                   |                  |               |                     |                     |             |             |             |  |                 |                 |       |       |       |  |
|  | Team Wellington   | Team Wellington   | 11               |               |                     |                     |             |             |             |  |                 |                 |       |       |       |  |
|  | Team Wellington   | Team Wellington   | 11               |               |                     |                     |             |             |             |  |                 |                 |       |       |       |  |
|  | Lae City Dwellers | Lae City Dwellers | 0                |               |                     |                     |             |             |             |  |                 |                 |       |       |       |  |
|  | Lae City Dwellers | Lae City Dwellers | 0                |               | Team Wellington (v) | Team Wellington (v) | 0           | 2           |             |  |                 |                 |       |       |       |  |
|  |                   |                   |                  |               | Team Wellington (v) | Team Wellington (v) | 0           | 2           |             |  |                 |                 |       |       |       |  |
|  |                   |                   | Auckland City    | Auckland City | 0                   | 2                   |             |             |             |  |                 |                 |       |       |       |  |
|  | Auckland City     | Auckland City     | Auckland City    | Auckland City | 0                   | 2                   | 2           |             |             |  |                 |                 |       |       |       |  |
|  | Auckland City     | Auckland City     |                  |               |                     |                     |             |             |             |  |                 |                 |       |       |       |  |
|  | Solomon Warriors  | Solomon Warriors  | 0                |               |                     |                     |             |             |             |  |                 |                 |       |       |       |  |
|  | Solomon Warriors  | Solomon Warriors  | 0                |               |                     |                     |             |             |             |  | Team Wellington | Team Wellington | 6     | 4     |       |  |
|  |                   |                   |                  |               |                     |                     |             |             |             |  | Team Wellington | Team Wellington | 6     | 4     |       |  |
|  |                   |                   | Lautoka          | Lautoka       | 0                   | 3                   |             |             |             |  |                 |                 |       |       |       |  |
|  | Dragon            | Dragon            | Lautoka          | Lautoka       | 0                   | 3                   | 1           |             |             |  |                 |                 |       |       |       |  |
|  | Dragon            | Dragon            |                  |               |                     |                     |             |             |             |  |                 |                 |       |       |       |  |
|  | Lautoka           | Lautoka           | 2                |               |                     |                     |             |             |             |  |                 |                 |       |       |       |  |
|  | Lautoka           | Lautoka           | 2                |               | Lautoka             | Lautoka             | 1           | 1           |             |  |                 |                 |       |       |       |  |
|  |                   |                   |                  |               | Lautoka             | Lautoka             | 1           | 1           |             |  |                 |                 |       |       |       |  |
|  |                   |                   | Marist           | Marist        | 1                   | 0                   |             |             |             |  |                 |                 |       |       |       |  |
|  | Nalkutan          | Nalkutan          | Marist           | Marist        | 1                   | 0                   | 1           |             |             |  |                 |                 |       |       |       |  |
|  | Nalkutan          | Nalkutan          |                  |               |                     |                     |             |             |             |  |                 |                 |       |       |       |  |
|  | Marist            | Marist            | 2                |               |                     |                     |             |             |             |  |                 |                 |       |       |       |  |
|  | Marist            | Marist            | 2                |               |                     |                     |             |             |             |  |                 |                 |       |       |       |  |
|  |                   |                   |                  |               |                     |                     |             |             |             |  |                 |                 |       |       |       |  |

### Cuartos de final
| 7 de abril de 2018, 14:00 | Team Wellington                                                                                           | 11:0 (6:0) | Lae City Dwellers | David Farrington Park, Wellington                      |                                                        |
|                           | Hailemariam 6' 14' 43' · Hilliar 17' · Kilkolly 39' 40' 46' 90+1' · Bevin 58' · Gulley 68' · Barcia 90+3' | Reporte    |                   | Asistencia: 200 espectadores Árbitro(s): Kader Zitouni | Asistencia: 200 espectadores Árbitro(s): Kader Zitouni |

| 8 de abril de 2018, 14:00 | Auckland City            | 2:0 (1:0) | Solomon Warriors | Kiwitea Street, Auckland                                |                                                         |
|                           | Tade 20' · Lea'alafa 56' | Reporte   |                  | Asistencia: 350 espectadores Árbitro(s): Norbert Hauata | Asistencia: 350 espectadores Árbitro(s): Norbert Hauata |

| 7 de abril de 2018, 20:00 | Dragon       | 1:2 (1:1) | Lautoka                 | Estadio Pater, Papeete                                |                                                       |
|                           | Tetauria 44' | Reporte   | Naidu 27' · Kaltack 89' | Asistencia: 3000 espectadores Árbitro(s): Joel Hopken | Asistencia: 3000 espectadores Árbitro(s): Joel Hopken |

| 7 de abril de 2018, 16:00 | Nalkutan | 1:2 (0:2) | Marist                 | Korman Stadium, Port Vila                                     |                                                               |
|                           | Kalo 50' | Reporte   | Iniga 25' · Tome 45+3' | Asistencia: 5000 espectadores Árbitro(s): Campbell Kirk-Waugh | Asistencia: 5000 espectadores Árbitro(s): Campbell Kirk-Waugh |

### Semifinales
| 22 de abril de 2018, 13:00 | Team Wellington | 0:0     | Auckland City | David Farrington Park, Wellington                       |                                                         |
|                            |                 | Reporte |               | Asistencia: 900 espectadores Árbitro(s): Médéric Lacour | Asistencia: 900 espectadores Árbitro(s): Médéric Lacour |

| 29 de abril de 2018, 12:30 | Auckland City                   | 2:2 (0:2) | Team Wellington                  | Kiwitea Street, Auckland                              |                                                       |
|                            | Tade 76' · Hilliar 90+7' (a.g.) | Reporte   | Molloy 37' · Kilkolly 42' (pen.) | Asistencia: 500 espectadores Árbitro(s): Nick Waldron | Asistencia: 500 espectadores Árbitro(s): Nick Waldron |

| 22 de abril de 2018, 15:00 | Lautoka         | 1:1 (0:1) | Marist   | Churchill Park, Lautoka                                       |                                                               |
|                            | Vakatalesau 49' | Reporte   | Tome 36' | Asistencia: 4500 espectadores Árbitro(s): Campbell Kirk-Waugh | Asistencia: 4500 espectadores Árbitro(s): Campbell Kirk-Waugh |

| 29 de abril de 2018, 14:30 | Marist | 0:1 (0:0) | Lautoka   | Estadio Lawson Tama, Honiara                              |                                                           |
|                            |        | Reporte   | Naidu 64' | Asistencia: 14 000 espectadores Árbitro(s): Kader Zitouni | Asistencia: 14 000 espectadores Árbitro(s): Kader Zitouni |

### Final
| 13 de mayo de 2018, 14:00 | Team Wellington                                                        | 6:0 (1:0) | Lautoka | David Farrington Park, Wellington                       |                                                         |
|                           | Allen 16' · Sinclair 58' 71' · Bevin 61' · Barcia 63' · Schrijvers 84' | Reporte   |         | Asistencia: 1200 espectadores Árbitro(s): Kader Zitouni | Asistencia: 1200 espectadores Árbitro(s): Kader Zitouni |

| 20 de mayo de 2018, 14:00 | Lautoka                     | 3:4 (0:2) | Team Wellington                          | Churchill Park, Lautoka                                  |                                                          |
|                           | Totori 53' 85' · Shazil 83' | Reporte   | Ilich 10' 32' · Allen 51' · Kilkolly 88' | Asistencia: 1000 espectadores Árbitro(s): Norbert Hauata | Asistencia: 1000 espectadores Árbitro(s): Norbert Hauata |

| Bandera de Nueva Zelanda            |
| Campeón Team Wellington 1.er título |

## Estadísticas

### Goleadores
| Jugador               | Equipo            | Goles |
| --------------------- | ----------------- | ----- |
| Angus Kilkolly        | Team Wellington   | 8     |
| Emiliano Tade         | Auckland City     | 8     |
| Ross Allen            | Team Wellington   | 7     |
| Tamatoa Tetauira      | Dragon            | 5     |
| Raymond Gunemba       | Lae City Dwellers | 4     |
| Nathanael Hailemariam | Team Wellington   | 4     |
| Azariah Soromon       | Nalkutan          | 4     |

### Tabla acumulada
| Equipo | Equipo             | Pts | PJ | PG | PE | PP | GF | GC | Dif | Rend  |
| ------ | ------------------ | --- | -- | -- | -- | -- | -- | -- | --- | ----- |
| 1      | Team Wellington    | 18  | 8  | 5  | 3  | 0  | 37 | 8  | 29  | 75%   |
| 2      | Lautoka            | 13  | 8  | 4  | 1  | 3  | 12 | 15 | -3  | 54,1% |
| 3      | Auckland City      | 14  | 6  | 4  | 2  | 0  | 17 | 2  | 15  | 77,7% |
| 4      | Marist             | 9   | 6  | 2  | 3  | 1  | 8  | 6  | 2   | 50%   |
| 5      | Nalkutan           | 9   | 4  | 3  | 0  | 1  | 10 | 3  | 7   | 75%   |
| 6      | Dragon             | 6   | 4  | 2  | 0  | 2  | 10 | 7  | 3   | 50%   |
| 7      | Solomon Warriors   | 6   | 4  | 2  | 0  | 2  | 8  | 6  | 2   | 50%   |
| 8      | Lae City Dwellers  | 6   | 4  | 2  | 0  | 2  | 9  | 18 | -9  | 50%   |
| 9      | Erakor Golden Star | 4   | 3  | 1  | 1  | 1  | 7  | 6  | 1   | 44,4% |
| 10     | Magenta            | 4   | 3  | 1  | 1  | 1  | 4  | 6  | -2  | 44,4% |
| 11     | Ba                 | 3   | 3  | 1  | 0  | 2  | 4  | 3  | 1   | 33,3% |
| 12     | Vénus              | 3   | 3  | 1  | 0  | 2  | 3  | 10 | -7  | 33,3% |
| 13     | Lössi              | 1   | 3  | 0  | 1  | 2  | 3  | 12 | -9  | 11,1% |
| 14     | Madang             | 0   | 3  | 0  | 0  | 3  | 2  | 10 | -8  | 0%    |
| 15     | Lupe ole Soaga     | 0   | 3  | 0  | 0  | 3  | 2  | 12 | -10 | 0%    |
| 16     | Tupapa Maraerenga  | 0   | 3  | 0  | 0  | 3  | 3  | 15 | -12 | 0%    |